# 克莱琪
罗伯特·莱斯利·克莱琪（英語：Sir Robert Leslie Craigie，1883年12月6日—1959年5月16日）爵士，是英国外交官，曾担任英国驻日本大使，1939年代表英国与日本签署了《有田-克莱琪协议》。